# Klin nad Bodrogom
Klin nad Bodrogom, ungarisch Bodrogszög (1948–1973 slowakisch „Klín nad Bodrogom“ – bis 1948 „Bodrogsek“; ungarisch bis zum 19. Jahrhundert nur Szög) ist eine Gemeinde im Osten der Slowakei mit 185 Einwohnern (Stand 31. Dezember 2024), die zum Okres Trebišov, einem Kreis des Košický kraj, gehört. Sie ist Teil der traditionellen Landschaft Zemplín.

## Geographie

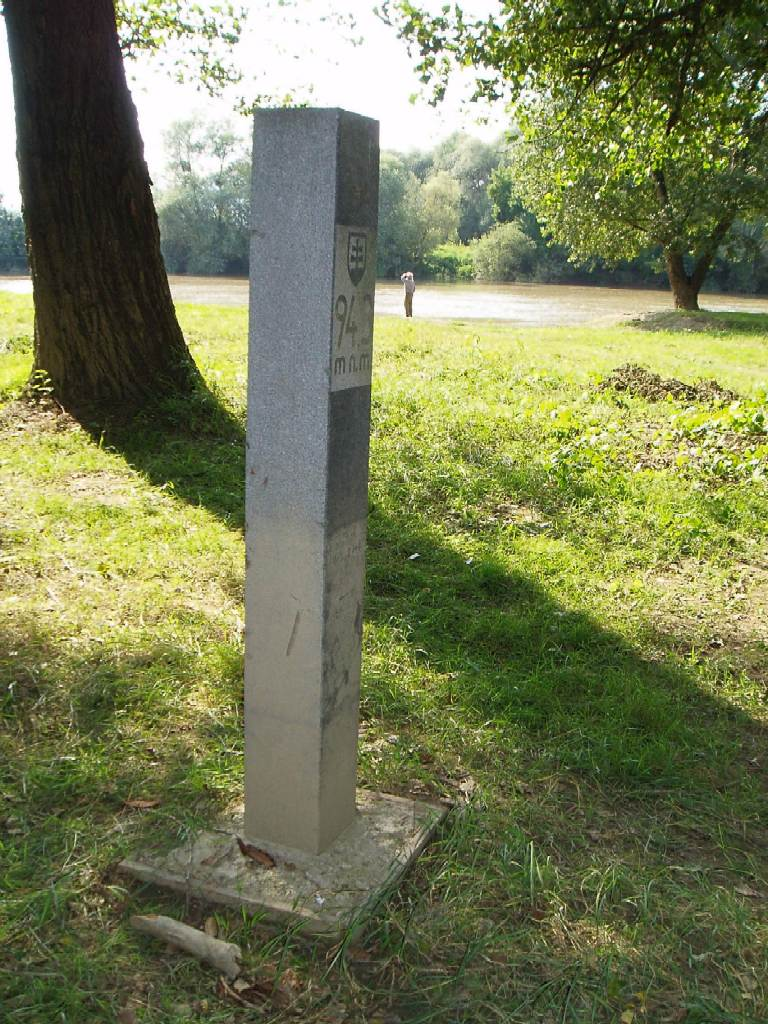
Denkmal am tiefstgelegenen Punkt der Slowakei

Die Gemeinde befindet sich im Südteil des Ostslowakischen Tieflands am linken Ufer des Bodrog und direkt an der Staatsgrenze zu Ungarn. Auf dem Gemeindegebiet liegt der tiefstgelegene Punkt der Slowakei mit genau 94,3 m n.m. Das Ortszentrum liegt auf einer Höhe von 101 m n.m. und ist 26 Kilometer von Kráľovský Chlmec sowie 39 Kilometer von Trebišov entfernt.
Nachbargemeinden sind Viničky im Norden und Nordosten, Streda nad Bodrogom im Osten, Südosten und Süden, Felsőberecki (H) im Südwesten, Sátoraljaújhely (H) im Westen und Borša im Nordwesten.

## Geschichte

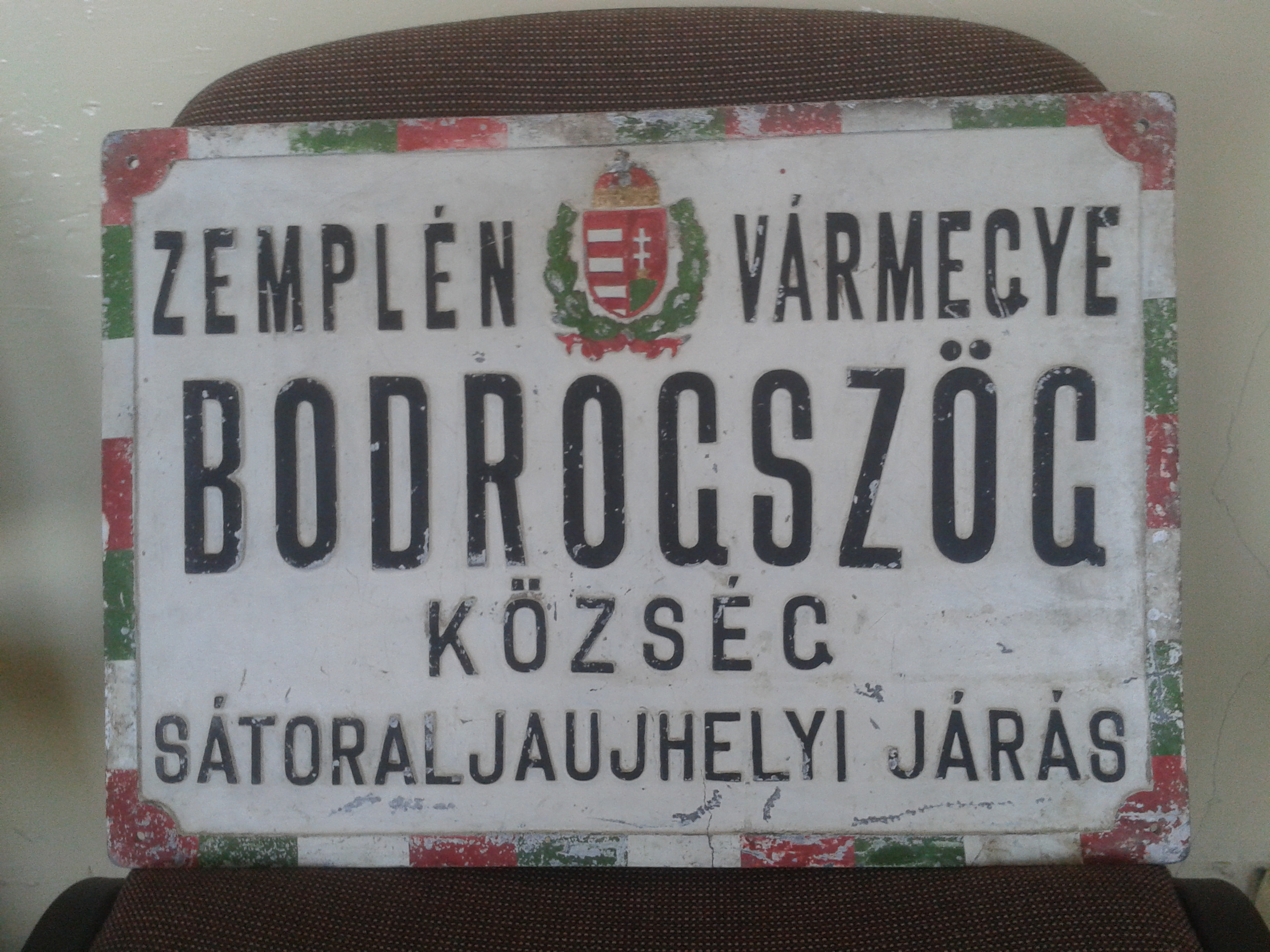
Historisches Ortsschild der Gemeinde

Klin nad Bodrogom wurde zum ersten Mal 1378 als Zek schriftlich erwähnt, weitere historische Bezeichnungen sind unter anderem Zewg (1479) und Sega (1773). Das Dorf war Besitz von Mikcs, Sohn von Paul von Zugh, später gehörten die Ortsgüter der Familie Széchy, die das Dorf im Jahr 1487 an die Familie Tárczay verpfändete. 1557 gab es vier Gutsherren und vier Porta, 1715 gab es drei bewohnte und sechs verlassene Haushalte. Im 18. Jahrhundert war das Dorf Besitz der Familie Szögeny, die im 19. Jahrhundert von der Familie Kossuth abgelöst wurde. 1787 hatte die Ortschaft 21 Häuser und 119 Einwohner, 1828 zählte man 36 Häuser und 183 Einwohner, die als Landwirte, Obstbauern und Viehzüchter tätig waren.
Bis 1918/1919 gehörte der im Komitat Semplin liegende Ort zum Königreich Ungarn und kam danach zur Tschechoslowakei beziehungsweise heutigen Slowakei. In der Zeit der ersten tschechoslowakischen Republik waren Landwirtschaft und Weinbau Haupteinnahmequellen der Bevölkerung. Auf Grund des Ersten Wiener Schiedsspruchs war der Ort von 1938 bis 1944 noch einmal Teil Ungarns.
Von 1960 bis 1990 war Klin nad Bodrogom Teil der Nachbargemeinde Streda nad Bodrogom.

## Bevölkerung
| Jahr                | 1994 | 2004    | 2014    | 2024     |
| ------------------- | ---- | ------- | ------- | -------- |
| Anzahl der Personen | 206  | 194     | 212     | 185      |
| Unterschied         |      | −5,82 % | +9,27 % | −12,73 % |

| Jahr                | 2023 | 2024 |
| ------------------- | ---- | ---- |
| Anzahl der Personen | 185  | 185  |
| Unterschied         |      | +0 % |

Nach der Volkszählung 2011 wohnten in Klin nad Bodrogom 213 Einwohner, davon 103 Slowaken, 102 Magyaren und ein Tscheche. Sieben Einwohner machten keine Angabe zur Ethnie.
113 Einwohner bekannten sich zur römisch-katholischen Kirche, 33 Einwohner zur griechisch-katholischen Kirche und 30 Einwohner zur reformierten Kirche. 20 Einwohner waren konfessionslos und bei 17 Einwohnern wurde die Konfession nicht ermittelt.

## Bauwerke und Denkmäler
- Ruine der Kirche Erscheinung des Herrn bzw. St. Joachim und St. Anna im frühgotischen Stil aus dem letzten Drittel des 13. Jahrhunderts. Die Kirche wurde von Hochwasser oft heimgesucht und 1907 behördlich geschlossen.[6]
- Landsitz im klassizistischen Stil aus der ersten Hälfte des 19. Jahrhunderts
- Statue im klassizistischen Stil aus dem Jahr 1800

## Verkehr
Nach Klin nad Bodrogom führt die Cesta III. triedy 3688 („Straße 3. Ordnung“) von Streda nad Bodrogom heraus. Der nächste Bahnanschluss ist in Streda nad Bodrogom an der Bahnstrecke Čierna nad Tisou–Košice.